# Schärenringstraße

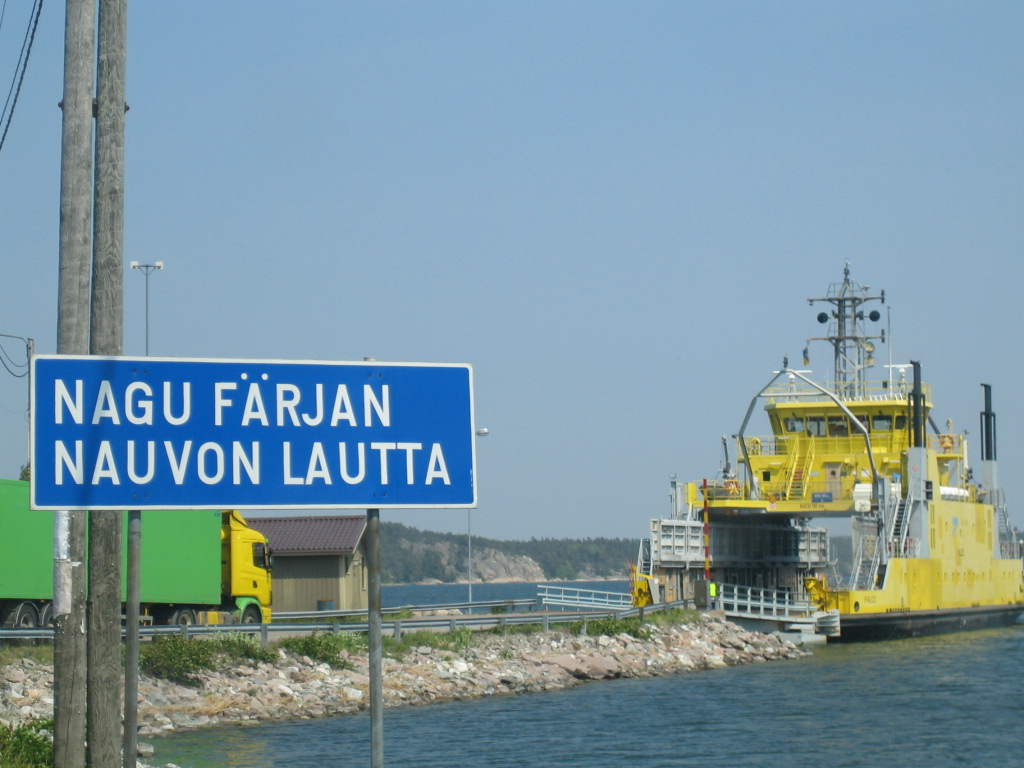
Fähre zwischen Pargas und Nagu an der Schärenringstraße

Die Schärenringstraße (finn. Saariston rengastie, schwed. Skärgårdens ringväg) ist ein 1996 vom Finnischen Seefahrtsamt gestartetes Projekt, dessen Ziel es ist, den Tourismus in den Turkuer Schären zu fördern und die Verkehrsverbindungen zwischen und zu den Schären zu verbessern. Die Ringstraße besteht zum einen aus staatlicher Straße und zum anderen aus Fährverbindungen zwischen den einzelnen Inseln.
Eine Rundfahrt auf der Ringstraße besteht aus 160 bis 200 km Straße und rund 30–50 km Fähren und Brücken.
Die Ringstraße kann in beiden Richtungen befahren werden und es ist sogar möglich, weiter bis Åland zu fahren.
1996 kamen gut 5000 Touristen, aber im Sommer 2003 waren es bereits gut 20.000.
Viele Touristen sind mit dem Fahrrad unterwegs, was sich besonders deshalb anbietet, weil fast alle Fähren für Fahrräder und Personen kostenlos nutzbar sind. Allerdings sind Fahrradwege nur stellenweise vorhanden und ist der Autoverkehr an den Wochenenden der Hauptsaison (Mittsommer bis 1. Augustwoche) beträchtlich.

## Route der Ringstraße
Am Weg der Ringstraße liegen folgende Gemeinden:
Turku – Merimasku – Askainen – Mynämäki – Velkua – Taivassalo – Kustavi – Iniö – Houtskär – Korpo – Nagu – Rymättylä – Pargas